# Alain Renaut
Alain Renaut, né le 25 février 1948 à Courbevoie (Hauts-de-Seine), est un philosophe français, spécialiste de Kant et Fichte et de philosophie politique. 

## Biographie

### Parcours
Ancien élève de l'École normale supérieure (1969), Alain Renaut a enseigné au lycée à Pontoise, à l'université de Nantes (1984-1994) puis à l'université Paris IV-Sorbonne jusqu'en 2016. Il a publié de nombreux ouvrages de philosophie, dont quelques-uns avec Luc Ferry, comme La Pensée 68 en 1985, livre polémique contre les philosophies postmodernes, qualifiées d'« anti-humanistes ».
Il est spécialiste des philosophes allemands Kant et de Fichte, dont il a traduit plusieurs ouvrages comme la Critique de la raison pure, la Critique de la faculté de juger, la Métaphysique des mœurs pour le premier, et le Fondement du droit naturel pour le second. Son domaine de prédilection est la philosophie politique et morale. Ses options s'inscrivent dans la tradition d'un libéralisme politique et moral, politiquement proche du socialisme libéral[réf. nécessaire].

### Travaux sur l'enseignement
En 1999, Claude Allègre lui confie la refonte du programme de philosophie en terminale. Alain Renaut dirige le Groupe technique disciplinaire (GTD Renaut) chargé de rénover un programme qui n'a pratiquement pas changé depuis 1973. Le programme élaboré par Alain Renaut propose quelques innovations ; en plus des notions, il propose des « questions à ancrage contemporain » permettant de préciser les connaissances à apprendre aux élèves et exigées d'eux au baccalauréat. Il propose également de préciser ce qui est attendu des élèves en termes d'argumentation au sein de la dissertation. Le projet de programme de Renaut obtient le soutien (parfois critique) des syndicats et des associations de parents d'élèves, mais l'inspection de philosophie, l'APPEP et le « Collectif pour l'enseignement philosophique » s'opposent au projet. Malgré son approbation par le Conseil national des programmes, puis sa validation par le Conseil supérieur de l'éducation le 25 mai 2000, son institution finit par échouer. Alain Renaut décide alors de démissionner, pour être remplacé par Michel Fichant qui parviendra à imposer un autre programme, plus consensuel, malgré les critiques du CNP. 
Alain Renaut a également participé à la commission de réflexion sur l'avenir du personnel de l'enseignement supérieur, présidée par le conseiller d'État Rémy Schwartz, qui a rendu son rapport public en juin 2008,.

## Publications
- Système et critique : essais sur la critique de la raison dans la philosophie contemporaine (en collab. avec Luc Ferry), Ousia, 1985.
- La Pensée 68 : essai sur l'anti-humanisme contemporain (avec Luc Ferry), Gallimard, 1985 (rééd. Folio-essai).
- Le Système du droit : philosophie et droit dans la pensée de Fichte, PUF, 1986.
- 68-86 : itinéraires de l'individu (avec Luc Ferry), Paris, Gallimard.
- Heidegger et les Modernes (avec Luc Ferry), Grasset, 1988 (rééd. Livre de poche).
- L'Ère de l'individu : contribution à une histoire de la subjectivité, Gallimard, 1989.
- Pourquoi nous ne sommes pas nietzschéens (en collab. avec Luc Ferry, André Comte-Sponville, et al.), Grasset, 1991.
- Philosophie du droit (en collaboration avec Lukas Sosoé), PUF, 1991.
- Qu’est-ce que le droit ?, Vrin, 1992.
- Sartre : le dernier philosophe, Grasset, 1993 (rééd. Livre de poche).
- Les Révolutions de l’université : essai sur la modernisation de la culture, Calmann-Lévy, 1995.
- L'Individu : remarques sur la philosophie du sujet, 1995.
- La Guerre des dieux : essai sur la querelle des valeurs dans la philosophie contemporaine (en collab. avec S. Mesure), Grasset, 1996.
- Kant aujourd'hui, Aubier, 1997 (rééd. Champs Flammarion).
- Libéralisme et pluralisme culturel, Pleins feux, 1999.
- Alter ego : les paradoxes de l'identité démocratique (en collab. avec S. Mesure), Aubier, 1999 (rééd. Champs Flammarion).
- Histoire de la philosophie politique, 5 vol. (sous la dir. de, avec Patrick Savidan et Pierre-Henri Tavoillot), 1999.
- Philosopher à 18 ans (avec Luc Ferry), 1999.
- La Libération des enfants : contribution philosophique à une histoire de l'enfance, Bayard, 2002.
- Que faire des universités ?, Bayard, 2002.
- Une éducation sans autorité ni sanction ? (avec Albert Jacquard et Pierre Manent), Grasset, 2003.
- La Fin de l'autorité, Flammarion, 2004.
- Qu’est-ce qu’une politique juste ? Essai sur la question du meilleur régime, Grasset, 2004 (rééd. Livre de poche).
- Débat sur l’éthique : idéalisme ou réalisme (en collab. avec Charles Larmore), Grasset, 2004.
- Un débat sur la laïcité (en collab. avec Alain Touraine), Stock, 2005.
- La Philosophie (en collab. avec Jean-Cassien Billier, P. Savidan et Ludivine Thiaw-Po-Une), Odile Jacob, 2005 (avec un cédérom) .
- Qu’est-ce qu’un peuple libre ? Libéralisme ou républicanisme, Grasset, 2005.
- Modèle social : une chimère française ?, Textuel, 2006.
- Encyclopédie de la culture politique contemporaine (sous la dir. d'A. Renaut), Éditions Hermann, 2008.
- Quel avenir pour nos universités ? Essai de politique universitaire, Timée Éditions, 2008.
- Un humanisme de la diversité : essai sur la décolonisation des identités, Flammarion, 2009.
- Découvrir la philosophie, Odile Jacob, 2010Cinq titres : La Culture, La Raison et le Réel, La Morale, La Politique, Le Sujet.
- Quelle éthique pour nos démocraties ?, Buchet-Chastel, 2010.
- Un monde juste est-il possible ?, Stock, 2013.
- L'Injustifiable et l'extrême : manifeste pour une philosophie appliquée, Éd Le Pommier, 2015.
- Inégalités entre globalisation et particularisation, en collab. avec Etienne Brown, Marie-Pauline Chartron et Geoffroy Lauvau, Presses universitaires de Paris-Sorbonne (PUPS), coll. « Philosophie appliquée », 2016.
- La Conflictualisation du monde au XXIe siècle : Une approche philosophique des violences collectives, en collab. avec Geoffroy Lauvau, Odile Jacob, 2020.

### Traductions
- Fichte, Fondement du droit naturel, Paris, PUF, 1984.
- Fichte, Essais philosophiques choisis (1794-1795), Paris, Vrin, 1984 (en collaboration avec Luc Ferry)
- Kant, Le Conflit des facultés, Paris, Gallimard, 1986 (publiée dans le tome III des Œuvres de Kant publiées dans La Pléiade sous la direction de Ferdinand Alquié)
- Kant, Anthropologie du point de vue pragmatique, Paris, GF Flammarion, 1993
- Kant, Métaphysique des mœurs, Paris, GF Flammarion, 1994
- Kant, Critique de la faculté de juger, Paris, Aubier, 1995
- Kant, Critique de la raison pure, Paris, Aubier, 1997 (2e édition revue et corrigée en 2001 chez GF)